# Hvis der skulle komme et menneske forbi
Hvis der skulle komme et menneske forbi er en roman af Thomas Korsgaard. Den udkom i 2017 på forlaget Lindhardt og Ringhof.
Romanen handler om drengen Tue, der vokser op på en gård et stykke uden for Skive. Det er under finanskrisen kradser og landbruget er presset, og Tues far gældsætter sig hos sin bror, mens moren forsvinder ind i sin egen verden af internetkasinoer. Det er en roman om fattigdom i udkanten af det danske velfærdssamfund, om at være barn i en familie uden overskud og være overladt til sig selv.Romanen var nomineret til debutantprisen og blev senere udgivet i både Norge og Sverige.